# Gray (Georgia)
Gray – miasto w Stanach Zjednoczonych, w stanie Georgia, siedziba administracyjna hrabstwa Jones.